# Malakichthys similis
Malakichthys similis és una espècie de peix pertanyent a la família dels acropomàtids.

## Descripció
- Pot arribar a fer 15 cm de llargària màxima.
- 3 espines i 7-8 radis tous a l'aleta anal i 14 radis a la pectoral (rarament 13).
- 46-50 escates a la línia lateral.
- 6-7 fileres d'escates transversals sobre la línia lateral.
- Té un parell d'espines diferents al mentó.
- 21-22 branquispines.[4][5]

És un peix marí, batipelàgic i de clima tropical que viu fins als 391 m de fondària. Es troba al Pacífic occidental: les illes Filipines. És inofensiu per als humans.